# Ogden (Iowa)
Ogden – miasto w Stanach Zjednoczonych, w stanie Iowa, w hrabstwie Boone. W 2010 roku liczyło 2044 mieszkańców.